# Lista celor mai mari stele
Nu trebuie confundat cu Lista celor mai masive stele.
1. Mercur < Marte < Venus < Pământ
2. Pământ < Neptun < Uranus < Saturn < Jupiter
3. Jupiter < Wolf 359 < Soare < Sirius A
4. Sirius A < Pollux < Arcturus < Aldebaran
5. Aldebaran < Rigel A < Antares A < Betelgeuse
6. Betelgeuse < Mu Cephei < VV Cephei A < VY Canis Majoris

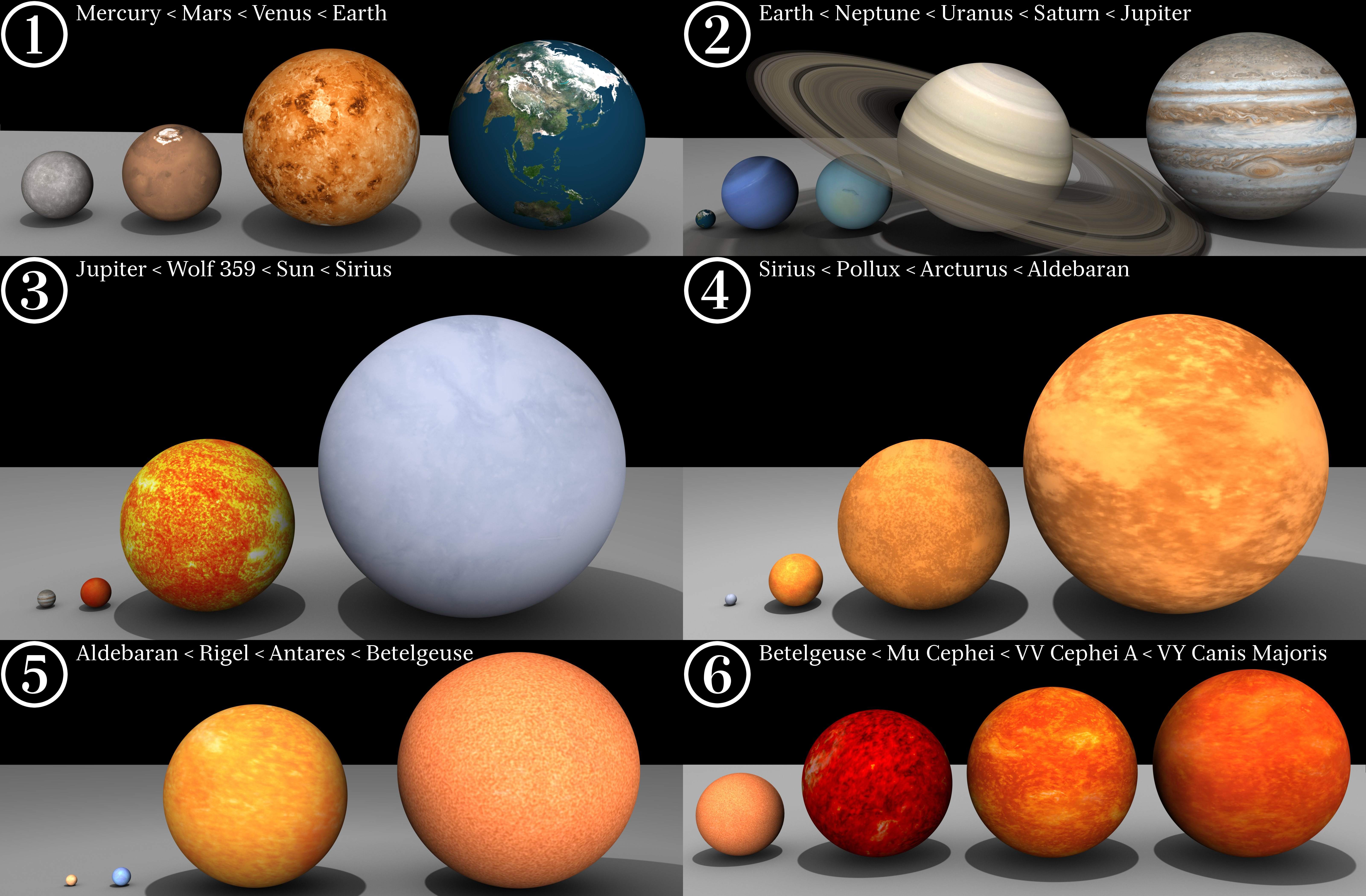
Dimensiunile relative ale planetelor din Sistemul Solar și a mai multor stele cunoscute:

Mai jos este o listă cu cele mai mari stele cunoscute până în prezent, ordonate după rază. Unitatea de măsură utilizată este raza Soarelui R☉ (aproximativ 695.700 km).
Ordinea exactă a acestei liste este incompletă, deoarece există în prezent incertitudini mari, în special atunci când derivă diverși parametri importanți folosiți în calcul, cum ar fi luminozitatea stelară și temperatura efectivă. Adesea, razele stelare pot fi exprimate doar ca medie sau într-un interval mare de valori. Valorile pentru razele stelare variază semnificativ în funcție de surse; granița unei atmosferei foarte rarefiate diferă foarte mult în funcție de lungimea de undă a luminii în care este observată steaua.
Razele mai multor stele pot fi obținute direct prin interferometrie stelară. Alte metode pot utiliza oculația lunară sau stele binare eclipsante, care pot fi folosite pentru a testa alte metode indirecte pentru a găsi dimensiunea stelară adevărată. Doar câteva stele supergigante pot fi ocultate de Lună, printre care se numără Antares și Aldebaran. Exemple de binare eclipsante sunt Epsilon Aurigae, VV Cephei și HR 5171.

## Listă
Această listă este incompletă; poți ajuta la extinderea acesteia.
| Nume stea                                                                                   | Raze solare (Soare = 1) | Metodă | Note |
| ------------------------------------------------------------------------------------------- | ----------------------- | ------ | --- |
| Stephenson 2-18                                                                             | 2.150                   | L/Teff | Situată în cadrul roiului deschis Stephenson 2, unde se află alte 25 de supergigante roșii. |
| WY Velorum                                                                                  | 2.028                   | AD     | O stea simbiotică conținând o supergiantă roșie, în constelația Velele. |
| Orbita lui Saturn                                                                           | 1.940–2.169             |        | Semnalat pentru referință |
| LGGS J013250.70+304510.6                                                                    | 1.701                   | L/Teff | O hipergigantă galbenă situată în Galaxia Triunghiului |
| WOH S71(LMC 23095)                                                                          | 1.662                   | L/Teff | Situată în Marele Nor al lui Magellan |
| NML Cygni                                                                                   | 1.639                   | L/Teff | |
| SMC 78282 (PMMR 198)                                                                        | 1.600                   | L/Teff | Situată în Micul Nor al lui Magellan |
| WOH G64                                                                                     | 1.540                   | L/Teff | Situată în Marele Nor al lui Magellan |
| Westerlund 1-26                                                                             | 1.530–1.580             | L/Teff | Parametri foarte incerți pentru o stea neobișnuită cu emisii radio puternice. Spectrul este variabil, dar aparent luminozitatea nu este. |
| RSGC1-F02                                                                                   | 1.499                   | L/Teff | Situată în roiul deschis RSGC1 |
| HV 888 (WOH S140)                                                                           | 1.477                   | L/Teff | Situată în Marele Nor al lui Magellan |
| RSGC1-F01                                                                                   | 1.436                   | L/Teff | Situată în roiul deschis RSGC1 |
| VY Canis Majoris                                                                            | 1.420                   | AD     | VY CMa este descrisă ca cea mai mare stea din Calea Lactee, deși supergigantele roșii galactice de mai sus sunt posibil mai mari, dar au estimări ale razei mai puțin exacte. Estimările mai vechi dădeau raza VY CMa peste 3.000 R☉. Marja de eroare la determinarea mărimii: ± 120 R☉. |
| AH Scorpii                                                                                  | 1.411                   | AD     | AH Sco este variabilă cu aproape 3 magnitudini în domeniul vizual și cu o estimare de 20% în luminozitatea totală. Variația diametrului nu este clară, deoarece temperatura variază și ea. |
| LGGS J004428.48+415130.9                                                                    | 1.410                   | L/Teff | Situată în Galaxia Andromeda |
| S Persei                                                                                    | 1.394                   | L/Teff | O supergigantă roșie situată în Roiul Dublu din Perseu . Levsque și colab. (2005) au calculat 780 R☉ și 1.230 R☉ bazate pe măsurători pe banda K. Estimările mai vechi au dat până la 2.853 R☉ bazat pe luminozități mai mari. |
| IRAS 05280-6910                                                                             | 1.367                   | L/Teff | Situată în Marele Nor al lui Magellan |
| RV Camelopardalis                                                                           | 1.351                   | L/Teff | |
| PMMR 62                                                                                     | 1.313                   | L/Teff | Situată în Micul Nor al lui Magellan |
| SMC 18136                                                                                   | 1.307                   | L/Teff | Situată în Micul Nor al lui Magellan |
| LGGS J05294221-6857173                                                                      | 1.292                   | L/Teff | |
| Z Doradus                                                                                   | 1.271                   | L/Teff | Situată în Marele Nor al lui Magellan |
| LGGS J004312.43+413747.1                                                                    | 1.270                   | L/Teff | Situată în Galaxia Andromeda |
| LGGS J004514.91+413735.0                                                                    | 1.250                   | L/Teff | Situată în Galaxia Andromeda |
| LGGS J004428.12+415502.9                                                                    | 1.240                   | L/Teff | Situată în Galaxia Andromeda |
| SMC 5092 (PMMR 9)                                                                           | 1.216                   | L/Teff | Situată în Micul Nor al lui Magellan |
| LGGS J004125.23+411208.9                                                                    | 1.200                   | L/Teff | Situată în Galaxia Andromeda |
| HV 2532 (WOH S287)                                                                          | 1.195                   | L/Teff | Situată în Micul Nor al lui Magellan |
| HV 2084 (PMMR 186)                                                                          | 1.187                   | L/Teff | Situată în Micul Nor al lui Magellan |
| LGGS J004524.97+420727.2                                                                    | 1.170                   | L/Teff | Situată în Galaxia Andromeda |
| RW Cephei                                                                                   | 1.158                   | L/Teff | |
| LGGS J004047.22+404445.5                                                                    | 1.140                   | L/Teff | Situată în Galaxia Andromeda |
| LGGS J004035.08+404522.3                                                                    | 1.140                   | L/Teff | Situată în Galaxia Andromeda |
| SW Cephei                                                                                   | 1.131                   | L/Teff | |
| LGGS J004124.80+411634.7                                                                    | 1.130                   | L/Teff | Situată în Galaxia Andromeda |
| LGGS J013233.77+302718.8                                                                    | 1.129                   | L/Teff | Situată în Galaxia Triunghiului |
| HV 2781 (WOH S470)                                                                          | 1.129                   | L/Teff | Situată în Marele Nor al lui Magellan |
| SMC 56389 (PMMR 148)                                                                        | 1.128                   | L/Teff | Situată în Micul Nor al lui Magellan |
| VX Sagittarii                                                                               | 1.120-1.550             | L/Teff | O stea variabilă pulsativă cu o variație de peste 7 mărimi în luminozitatea vizuală. |
| HV 2561(LMC 141430)                                                                         | 1.107                   | L/Teff | Situată în Marele Nor al lui Magellan |
| RS Persei                                                                                   | 1.107                   | L/Teff | |
| LGGS J004107.11+411635.6                                                                    | 1.100                   | L/Teff | Situată în Galaxia Andromeda |
| LGGS J004031.00+404311.1                                                                    | 1.080                   | L/Teff | Situată în Galaxia Andromeda |
| SMC 49478 (PMMR 115)                                                                        | 1.077                   | L/Teff | Situată în Micul Nor al lui Magellan |
| Trumpler 27-1                                                                               | 1.073                   | L/Teff | Situată în roiul deschis Trumpler 27 |
| HV 897 (WOH S161)                                                                           | 1.073                   | L/Teff | Situată în Marele Nor al lui Magellan |
| SMC 20133 (PMMR 41)                                                                         | 1.072                   | L/Teff | Situată în Micul Nor al lui Magellan |
| LMC 174714                                                                                  | 1.072                   | L/Teff | Situată în Marele Nor al lui Magellan |
| LGGS J004531.13+414825.7                                                                    | 1.070                   | L/Teff | Situată în Galaxia Andromeda |
| Orbita lui Jupiter                                                                          | 1.064–1.173             |        | Semnalat pentru referință |
| HV 11262 (PMMR 16)                                                                          | 1.067                   | L/Teff | Situată în Micul Nor al lui Magellan |
| V766 Centauri Aa (HR 5171 Aa)                                                               | 1.060-1.160             | L/Teff | |
| SMC 25879 (PMMR 54)                                                                         | 1.053                   | L/Teff | Situată în Micul Nor al lui Magellan |
| WX Piscium                                                                                  | 1.044                   | L/Teff | |
| WOH G371 (LMC 146126)                                                                       | 1.043                   | L/Teff | Situată în Marele Nor al lui Magellan |
| WOH S327 (LMC 142202)                                                                       | 1.043                   | L/Teff | Situată în Marele Nor al lui Magellan |
| LGGS J004114.18+403759.8                                                                    | 1.040                   | L/Teff | Situată în Galaxia Andromeda |
| ST Cephei                                                                                   | 1.037                   | L/Teff | |
| LGGS J004125.72+411212.7                                                                    | 1.020                   | L/Teff | Situată în Galaxia Andromeda |
| LGGS J004059.50+404542.6                                                                    | 1.020                   | L/Teff | Situată în Galaxia Andromeda |
| HV 986 (WOH S368)                                                                           | 1.010                   | L/Teff | Situată în Marele Nor al lui Magellan |
| KW Sagittarii                                                                               | 1.009                   | AD     | |
| VV Cephei A                                                                                 | 1.000                   | EB     | VV Cep A este o stea extrem de distorsionată într-un sistem binar apropiat, pierzând masă în secundar pentru cel puțin o parte a orbitei sale. Datele din cea mai recentă eclipsă au ridicat îndoieli suplimentare asupra modelului acceptat al sistemului. Estimările mai vechi dau până la 1.900 R☉. |
| RW Cygni                                                                                    | 1.000                   | L/Teff | |
| Sextans A 10                                                                                | 995                     | L/Teff | Situată în galaxia neregulată pitică Sextans A |
| NR Vulpeculae                                                                               | 980                     | L/Teff | |
| Mu Cephei                                                                                   | 972                     | L/Teff | Este una dintre cele mai roșii stele pe cerul nopții în ceea ce privește indicele de culoare B-V. Alte estimări au dat doar 650 R☉. Marja de eroare posibilă: ± 228 R☉. |
| S Cassiopeiae                                                                               | 934                     | L/Teff | |
| HV 2112 (PMMR 187)                                                                          | 916                     | L/Teff | Situată în Micul Nor al lui Magellan |
| KU Andromedae                                                                               | 905                     | L/Teff | |
| Betelgeuse                                                                                  | 887                     | AD     | Stea cu cea de-a treia mărime aparentă după R Doradus și Soare. O altă estimare oferă 955 ± 217 R☉. |
| Sextans A 5                                                                                 | 870                     | L/Teff | Situată în galaxia neregulată pitică Sextans A |
| W Aquilae                                                                                   | 862                     | L/Teff | O gigantă roșie de dimensiunea sa ar putea fi de până la 400, dar există 2 estimări peste 700. |
| RT Carinae                                                                                  | 861                     | L/Teff | |
| V558 Normae                                                                                 | 832                     | L/Teff | |
| IW Hydrae                                                                                   | 823                     | L/Teff | |
| BC Cygni                                                                                    | 820                     | L/Teff | |
| S Lyrae                                                                                     | 819                     | L/Teff | |
| V396 Centauri                                                                               | 808                     | L/Teff | |
| R Andromedae                                                                                | 805                     | L/Teff | |
| U Arietis                                                                                   | 801                     | AD     | |
| RT Ophiuchi                                                                                 | 801                     | AD     | |
| U Lacertae                                                                                  | 785                     | L/Teff | |
| HD 155737                                                                                   | 767                     | L/Teff | |
| CK Carinae                                                                                  | 761                     | L/Teff | |
| UY Scuti                                                                                    | 755                     | L/Teff | |
| Limitele exterioare ale centurii de asteroizi                                               | 750–900                 |        | Declarat pentru referință |
| AZ Cygni                                                                                    | 748                     | L/Teff | |
| YZ Persei                                                                                   | 746                     | L/Teff | |
| UU Pegasi                                                                                   | 742                     | AD     | |
| GU Cephei                                                                                   | 730                     | AD     | |
| AD Persei                                                                                   | 724                     | L/Teff | |
| V641 Cassiopeiae                                                                            | 716                     | L/Teff | |
| V Camelopardalis                                                                            | 716                     | AD     | |
| Sextans A 7                                                                                 | 710                     | L/Teff | Situată în galaxia neregulată pitică Sextans A |
| Antares A (Alpha Scorpii A)                                                                 | 707 (variază cu 19%)    | AD     | Calculele inițiale dădeau o valoare de peste 850 R☉, dar aceste estimări sunt susceptibile să fi fost afectate de asimetria atmosferei stelei. |
| V1427 Aquilae                                                                               | 704                     | DSKE   | V1427 Aquilae poate fi o hipergigantă galbenă sau o stea mult mai puțin luminoasă. |
| V407 Puppis                                                                                 | 703                     | AD     | |
| LGGS J004255.95+404857.5                                                                    | 700-785                 | L/Teff | Situată în Galaxia Andromeda |
| V528 Carinae                                                                                | 700                     | L/Teff | |
| LGGS J003950.98+405422.5                                                                    | 700                     | L/Teff | Situată în Galaxia Andromeda |
| LMC 169754                                                                                  | 700                     | L/Teff | Situată în Marele Nor al lui Magellan |
| LMC 65558                                                                                   | 700                     | L/Teff | Situată în Marele Nor al lui Magellan |
| WOH S66 (LMC 20355)                                                                         | 700                     | L/Teff | Situată în Marele Nor al lui Magellan |
| V770 Cassiopeiae                                                                            | 700                     | AD     | |
| Următoarele stele cu dimensiuni sub 700 de raze solare sunt păstrate aici pentru comparație |                         |        | |
| V354 Cephei                                                                                 | 685-1.520               | L/Teff | |
| KY Cygni                                                                                    | 672-1.420               | L/Teff | |
| 119 Tauri (CE Tauri)                                                                        | 587-593 (-608)          | AD     | Poate fi ocultată de Lună, permițând determinarea exactă a diametrului său aparent. |
| V382 Carinae (x Carinae)                                                                    | 485 ± 40                | AD     | Hipergigantă galbenă, unul dintre cele mai rare tipuri de stele. |
| V509 Cassiopeiae                                                                            | 400–900                 | AD     | Hipergigantă galbenă, unul dintre cele mai rare tipuri de stele. |
| V1427 Aquilae                                                                               | 400–450                 | DSKE   | V1427 Aquilae poate fi o hipergigantă galbenă sau o stea mult mai puțin luminoasă. |
| CW Leonis                                                                                   | 390-826                 | L/Teff | Prototipul stelelor de carbon. CW Leo a fost identificat greșit ca planeta „Nibiru” sau „Planeta X”. |
| Limitele interioare ale centurii de asteroizi                                               | 380                     |        | Raportat pentru referință |
| MY Cephei                                                                                   | 363                     |        | Nu trebuie confundat cu Mu Cephei (vezi mai sus). Estimările mai vechi au dat până la 2.440 R☉ bazate pe temperaturi mult mai reci. |
| AH Scorpii                                                                                  | 360                     | L/Teff | AH Sco este variabilă cu aproape 3 magnitudini în domeniul vizual și cu o estimare de 20% în luminozitatea totală. Variația diametrului nu este clară, deoarece temperatura variază și ea. |
| V1302 Aquilae                                                                               | 357                     | L/Teff | O hipergigantă galbenă care și-a crescut temperatura în intervalul LBV. De beck și colab. 2010 calculează 1.342 R☉ pe baza unei temperaturi mult mai reci. |
| Mira A (Omicron Ceti)                                                                       | 332–402                 | AD     | Prototip stea variabilă Mira. De beck et al. 2010 calculează 541 R☉. |
| Pistol Star                                                                                 | 306                     | AD     | Hipergigantă albastră, printre cele mai masive și luminoase stele cunoscute. |
| R Doradus                                                                                   | 298                     |        | Stea cu a doua dimensiune aparentă după Soare. |
| Orbita lui Marte                                                                            | 297–358                 |        | Semnalat pentru referință |
| La Superba (Y Canum Venaticorum)                                                            | 289                     | AD     | Denumită La Superba de Angelo Secchi. În prezent este una dintre cele mai reci și roșii stele. |
| Faza de gigantă roșie a Soarelui                                                            | 256                     |        | În acest moment, Soarele va devora Mercur și Venus și, probabil, Pământul, deși acesta se va îndepărta de orbita sa, deoarece Soarele va pierde o treime din masa sa. În timpul fazei de ardere a heliului, acesta se va micsora până la 10 R☉, dar ulterior va crește din nou și va deveni o stea AGB instabilă, iar apoi o pitică albă după ce a făcut o nebuloasă planetară. Semnalat pentru referință |
| Rho Cassiopeiae                                                                             | 242                     | AD     | Hipergigantă galbenă, una dintre cele mai rare tipuri de stele. |
| Eta Carinae A                                                                               | ~240                    |        | Anterior s-a crezut a fi cea mai masivă stea unică, dar în 2005 s-a realizat că este un sistem binar. În timpul Marii Erupții, dimensiunea a fost mult mai mare la aproximativ 1.400 R☉. η Car este calculată între 60 R☉ și 881 R☉. |
| Orbita Pământului                                                                           | 215 (211–219)           |        | Semnalat pentru referință |
| Zonă locuibilă circumstelară                                                                | 200–520 (incert)        |        | Semnalat pentru referință |
| Orbita lui Venus                                                                            | 154–157                 |        | Semnalat pentru referință |
| Epsilon Aurigae A (Almaaz)                                                                  | 143–358                 | AD     | ε Aur a fost incorect desemnată în 1970 ca cea mai mare stea cu o dimensiune între 2.000 R☉ și 3.000 R☉, chiar dacă mai târziu nu se va dovedi a fi o stea lumină infraroșie, ci mai degrabă un tor în jurul sistemului. |
| Deneb (Alpha Cygni)                                                                         | 99,84                   | AD     | |
| Peony Star                                                                                  | 92                      | AD     | Candidată la cea mai luminoasă stea din Calea Lactee. |
| Canopus (Alpha Carinae)                                                                     | 71                      | AD     | A doua stea ca luminozitate pe cerul nopții. |
| Orbita lui Mercur                                                                           | 66–100                  |        | Semnalat pentru referință |
| LBV 1806-20                                                                                 | 46-145                  | L/Teff | Fostă candidată pentru cea mai luminoasă stea din Calea Lactee cu 40 milioane L☉, dar luminozitatea a fost revizuită ulterior la doar 2 milioane L☉. |
| Aldebaran (Alpha Tauri)                                                                     | 44,13                   | AD     | |
| Polaris (Alpha Ursae Minoris)                                                               | 37.5                    | AD     | Actuala Stea polară. |
| R136a1                                                                                      | 28,8–35.4               | AD     | De asemenea, înregistrată ca cea mai masivă și luminoasă stea cunoscută (315 R☉ și 8,71 milioane L☉). |
| Arcturus (Alpha Boötis)                                                                     | 25,4                    | AD     | Cea mai strălucitoare stea din emisfera nordică. |
| HDE 226868                                                                                  | 20–22                   |        | Companionul supergigant al găurii negre Cygnus X-1. Gaura neagră este de aproximativ 500.000 de ori mai mică decât steaua. |
| Soare                                                                                       | 1                       |        | Cel mai mare obiect din Sistemul Solar. Semnalat pentru referință |